# Gorka Izagirre
Gorka Izagirre Insausti (ur. 7 października 1987 w Ormaiztegi) – hiszpański kolarz szosowy. Olimpijczyk (2020).
Kolarstwo uprawia również jego brat, Ion Izagirre.

## Osiągnięcia
Opracowano na podstawie:

2010
- 1. miejsce na 4. etapie Tour de Luxembourg
- 1. miejsce w Prueba Villafranca-Ordiziako Klasika

2011
- 2. miejsce w Trophée Deià

2012
- 1. miejsce w Prueba Villafranca-Ordiziako Klasika

2014
- 2. miejsce w Klasika Primavera
- 1. miejsce w Prueba Villafranca-Ordiziako Klasika
- 1. miejsce na 1. etapie Vuelta a España (jazda drużynowa na czas)

2015
- 2. miejsce w mistrzostwach Hiszpanii (jazda indywidualna na czas)

2017
- 1. miejsce w Klasika Primavera
- 1. miejsce na 8. etapie Giro d’Italia

2018
- 3. miejsce w Tour of Oman
- 3. miejsce w Paryż-Nicea
- 2. miejsce w mistrzostwach Hiszpanii (jazda indywidualna na czas)
- 1. miejsce w mistrzostwach Hiszpanii (start wspólny)

2019
- 1. miejsce w Tour de La Provence
- 3. miejsce w mistrzostwach Hiszpanii (jazda indywidualna na czas)
- 1. miejsce na 1. etapie Vuelta a España (jazda drużynowa na czas)

2020
- 1. miejsce w Gran Trittico Lombardo
- 3. miejsce w mistrzostwach Hiszpanii (jazda indywidualna na czas)
- 2. miejsce w mistrzostwach Hiszpanii (start wspólny)

## Rankingi
| Rok             | 2012 | 2013 | 2014 | 2015 | 2016 | 2017 | 2018 | 2019 | 2020 | 2021 | 2022 | 2023 | 2024  |
| --------------- | ---- | ---- | ---- | ---- | ---- | ---- | ---- | ---- | ---- | ---- | ---- | ---- | ----- |
| UCI World Tour  | 168. | 100. | 219. | 95.  | 220. | 81.  | 58.  |      |      |      |      |      |       |
| World Ranking   |      |      |      |      | 174. | 92.  | 67.  | 105. | 82.  | 453. | 618. | 321. | 2486. |
| UCI Europe Tour |      |      |      |      | 325. | 245. | 356. | 87.  | 68.  | 372. | 478. | -    | -     |
| UCI Asia Tour   |      |      |      |      | 96.  | -    | 53.  |      |      |      |      |      |       |
|                 |      |      |      |      |      |      |      |      |      |      |      |      |       |
| Źródło: UCI     |      |      |      |      |      |      |      |      |      |      |      |      |       |